# Mittelbruch
Mittelbruch este o arie protejată (arie specială de conservare — SAC, sit de importanță comunitară — SCI) din Germania întinsă pe o suprafață de 50,98 ha, integral pe uscat.

## Localizare
Centrul sitului Mittelbruch este situat la coordonatele 52°12′19″N 12°33′08″E / 52.2053°N 12.5522°E.

## Înființare
Situl Mittelbruch a fost declarat sit de importanță comunitară în septembrie 2000.

## Biodiversitate
Situată în ecoregiunea continentală, aria protejată conține 3 habitate naturale: Păduri de fag Luzulo-Fagetum, Păduri de stejar sau de stejar și carpen sub-atlantice și medio-europene de Carpinion betuli, Păduri acidofile de stejar bătrân cu Quercus robur pe câmpii nisipoase.
La baza desemnării sitului se află un număr nedeclarat de specii protejate.